# なるみ・岡村の過ぎるTV
『なるみ・岡村の過ぎるTV』（なるみ・おかむらのすぎるティーヴィー、英称：SUGIRU-TV）は、2013年10月6日から 朝日放送テレビ（ABCテレビ）で放送されているバラエティ番組。なるみおよび岡村隆史（ナインティナイン）の冠番組である。
朝日放送（当時、現朝日放送グループホールディングス。以下同）では、2013年7月22日に特別番組として放送した後に、同年10月から毎週日曜日のバラエティ番組としてレギュラー化。朝日放送テレビと同じテレビ朝日系列局の一部系列局でも、朝日放送テレビから遅れネットで放送している（詳細後述）。
2016年4月11日からは、朝日放送での放送時間を毎週月曜日の23:17 - 翌0:17に変更。この変更を機に、『ナイトinナイト』（自社制作による月 - 木曜日深夜のバラエティ番組レーベル）の月曜枠に組み込まれた。2018年10月1日から2019年9月23日までは5分繰り下げの月曜 23:22 - 翌0:22に変更。2019年9月30日からは1年ぶりに5分繰り上げの月曜 23:17 - 翌0:17に再び変更。

## 概要
日本全国から集まった「○○過ぎる人」「○○過ぎる店」「○○過ぎるモノ」など、世の中の常識を逸するモノや人を紹介し、なるみと岡村の○○過ぎるのトークや、○○過ぎるを探すロケなど行うバラエティ番組。ABCテレビ本社のスタジオで収録されており、特番・レギュラー版ともに番組終盤で岡村が「すご過ぎる大賞」を選出する（一部の回を除く）。なお、特番ではABC本社内の美術倉庫で収録が行われたが、レギュラー版ではスタジオにセットが組まれている。
ABC→ABC TVが制作する関西ローカル向け番組で岡村がレギュラーを務めるのは、『ワイドABCDE〜す』以来19年ぶり。当番組のナレーターである同局アナウンサーの藤崎健一郎は、声優の家弓家正の声色を真似ながら淡々と語っているのが特徴である。
開始当初は、同枠で放送されていた『東西芸人いきなり!2人旅』、『知ってるor知ったか?クイズ!バレベルの塔』と同様に、放送期間を半年間と決めていた（2013年10月から2014年3月の半年間）。しかし、なるみ・岡村による朝日放送本社社長室の継続直訴ロケ（2014年2月16日放送分）で、社長の脇阪聡史から同年4月以降も放送を続ける方針であることが発表された。
番組視聴率は高く、深夜時間帯ながら時に10%を超えることもある。また、ビートたけしや明石家さんまなどの大物芸人をスタジオに招いて収録した内容を、2週にわたって放送することもある。この場合には、収録するスタジオの床に赤絨毯を敷くなど、特別な対応が見受けられる。
2015年8月30日・10月25日には、ABC以外のテレビ朝日系列で同時間帯に放送されている『関ジャム 完全燃SHOW』が前倒し拡大したため、それを差し替える形で当番組もそれぞれ22:52・22:55から前倒し拡大して放送された。
なお、なるみは2015年11月末から、第1子の産前産後休暇で芸能活動を一時休止（同年12月11日に男児を出産）。同年内の休暇期間中には、番組のタイトルを変えずに、休暇前に収録した内容を最終放送日（12月27日）まで順次放送した。2016年1月以降の放送分については、番組タイトルを維持しながらも、なるみが復帰するまで岡村が単独で進行。その一方で、岡村と縁の深い芸能人（宮迫博之や出川哲朗など）を、パートナー扱いで毎回ゲストに迎えていた。
制作局・ABCによる関西ローカル放送分では、番組開始当初から、『やべっちFC』（岡村の相方・矢部浩之がMCを務めるテレビ朝日制作全国ネット番組）の直前に放送枠を設定。編成上は、ナインティナインが出演する2つの番組を連続させていた。
2016年4月11日からは、放送時間を毎週月曜日の23:17 - 翌0:17（『ナイトinナイト』月曜枠）に変更。5月9日放送分からは、なるみがMCに復帰した。
2018年4月よりインターネット配信・TVerでも放送日翌日に最新回を更新の上、期間限定配信を行っている（当番組の非ネット・遅れネット地域でも制作局における最新回を視聴可能）。
2018年4月7日には、当番組を原案とした映画『ありえなさ過ぎる女 〜被告人よしえ〜』が公開された。主演はこれが映画初主演となる浅香あき恵で、ある殺人を巡る法廷のやり取りを描いたサスペンス作品となっている。映画には当番組に出演しているベテラン芸人やなるみ･岡村も本人役で出演している。
2018年10月1日からは『報道ステーション』（テレビ朝日制作）が5分後拡大（21:54 - 23:15）となったため、5分繰り下げの月曜 23:22 - 翌0:22での放送となったが2019年9月30日からは報道ステーションが5分繰り上がり(21:54 - 23:10)になったため、放送時間が再び月曜 23:17 - 翌0:17となった。
2023年1月18日には番組初のゴールデン放送（19:00 - 19:54）を行った。

## 出演者
- なるみ
  - 2016年5月9日放送分で、岡村に知らせないまま、収録中のスタジオへ第1子と共に登場。産前産後休暇からの復帰後初めて、番組に出演した。
- 岡村隆史（ナインティナイン）
  - 長らく独身生活を送っていたが、相方の矢部浩之と共にパーソナリティを務める『ナインティナインのオールナイトニッポン』（ニッポン放送制作）の2020年10月22日深夜（23日未明）放送分で、一般人の女性と結婚していたことを発表。本番（生放送）の終了（23日午前3時）から12時間後（午後3時）に大阪で当番組の収録を控えていたため、当番組では予定していた企画を急遽変更したうえで、岡村に結婚への経緯や秘話を語らせていた（同月26日に放送）[12]。
  - 矢部は2019年9月9日放送分で、岡村と共に臨んだ「Dクリニック」（薄毛・AGA治療専門のクリニック）テレビCM撮影現場への密着取材企画を通じて、当番組に初めて登場した。
- 斎藤真美（ABCテレビアナウンサー）
  - 当初は、ABCアナウンサー（主に女性）が、「〜過ぎるアナ」と銘打って1名ずつ出演。なるみの休演を機に、当時『おはようコールABC』（平日早朝の生放送番組）でメインキャスターを務めていた斎藤と横山太一（先輩アナウンサー）を進行役に固定させた。
  - ABCテレビでは、2022年4月から『newsおかえり』（平日夕方の関西ローカル向け報道・情報番組）の放送を開始することに伴って、横山を全曜日のメインキャスター、斎藤を水曜日の「日替わりMC」に起用。横山はこの起用を機に当番組を卒業したが、斎藤は『newsおかえり』への出演と並行しながら、当番組のスタジオ進行を単独で続けている。

## 主な企画

### 関西べ〜たバンク
街ゆく100人に街頭インタビューで「好きな駄菓子は？」「異性に求める条件は？」などの質問をし、いちばん回答の多かった「べた」な回答を紹介するコーナー。主にインタビューは、梅田では阪急うめだ本店近くや曾根崎、難波では千日前で行われている。ほとんどの放送回で行われており、回答の多かった上位五つは円グラフで紹介されるが、それ以外のものは「その他」と省略される。

### 師匠通信
番組後半に行われる企画。進行役はすっちーが担当することが多い。内容は主に吉本新喜劇に出演しているベテラン座員が愛用している化粧品や、愛してやまない名店、ハマっている食べ物などを紹介ボードとVTRで紹介していく。派生企画として吉本新喜劇座員らによるグルメロケが行われたが、ギャグをやりすぎて時間がなくなる、食レポの感想が「おいしい」「甘い」などの普遍的なものだったり、後輩座員のボケに先輩座員が気づかずツッコまなかったりと終始グダグダな展開に終わった。

### オシャレ過ぎる長谷兄 NGKコレクション
番組の人気企画。なんばグランド花月 (NGK)の関係者ロビーにカメラを設置し 、漫才の出番のためにやって来たティーアップの長谷川宏（長谷兄）の服のコーディネートを見るコーナー。ナレーションはテンダラーの浜本広晃が担当している。監修としてファッション雑誌の編集者が数人会議室に集まり、本気で長谷兄のコーディネートを批評する。当初は前述の「師匠通信」の企画だったが、反響が大きかったことを受けて独立したコーナーとして季節ごとに放送するようになった。紹介されるブランドはヒステリック・グラマーやジョン・ガリアーノ、ZARA、Vans (VANS) といったものが多い。また、派生企画として長谷兄のルームウェアやリゾート地でのファッションを見る企画や、海原はるかのコーディネートを見る「角座コレクション」などが放送されたこともある。

### 突然過ぎる晩ご飯『旬の食材で何か作ってください』
番組後半に行われる企画。進行は、銀シャリの鰻和弘が担当している。季節の野菜を使った料理を若い独身女性宅で振る舞うという企画だが、商店街や繁華街などで、アポなしで手当たり次第で、女性に「自宅の台所を使わせてほしい」と聞いていくため、「部屋が散らかっている」「男の人を家に入れたくない」といった理由で断られることが多い。なお、レシピは高級ホテルのシェフなどが作った料理を採用しているが、鰻はシェフの調理工程を見ているだけでメモなどはなく、記憶だけを頼りに調理するため、不完全なものが出来上がることが多い。

## その他の主な出演者
- すっちー（「師匠通信」などさまざまなコーナーの進行を担当するほか、須知井留シャタオ名義でロケ企画にも出演する）
- 桂坊枝（笑い上戸の妻と共に不定期でロケ企画に出演）
- 湯浅仁志（当番組の制作会社ディレクターで不定期で出演。太っちょである事からグルメ企画を担当することが多い）
- 高橋智（へびいちご）（「岡村隆史にとっての懐かし過ぎるあの人」など岡村に関するロケ企画に出演）
- 浅香あき恵（不定期でロケ企画に出演。前述の映画版で主演を務めており、夫のWヤング佐藤との出演も多い）
- 長谷川宏（ティーアップ）（「オシャレ過ぎる長谷兄 NGKコレクション」のコーナーに出演）
- 浜本広晃（テンダラー）（主にDJハマー名義で「オシャレ過ぎる長谷兄 NGKコレクション」のナレーションを担当）
- 島田一の介（天津飯に関する企画などに出演。「オシャレ過ぎる長谷兄 NGKコレクション」のVTR中にも度々登場することがある）
- 鰻和弘（銀シャリ）（「大阪若手通信」・「料理が上手過ぎる芸人に聞いた！抱けるメシ」・「突然過ぎる晩ご飯『旬の食材で何か作ってください』」・「元芸人の一発逆転過ぎるセカンドキャリア」などのコーナーを担当）
- セルライトスパ（「関西過ぎる調査旅」・「突撃調査！休み過ぎるお店」・「ニッチ過ぎる職業」などのコーナーを担当。肥後が妻と共に出演することもある）
- ミキ（「関西過ぎる調査旅」・「突撃調査！入るのに勇気がいり過ぎるお店」のコーナーを担当）
- 青野敏行（「中華に仕上げ過ぎる達人・青野敏行の道場破り」・「料理がうま過ぎる新喜劇座員の道場破り」などの料理企画に出演）
- 松浦真也（「料理がうま過ぎる新喜劇座員の道場破り」などの料理企画に出演）
- 烏川耕一（不定期でロケ企画に出演。息子と共に出演することもある）
- さや香（「視聴率を狙い過ぎる調査旅」・「夢があり過ぎる改造」のコーナーを担当）
- マルセイユ（「視聴率を狙い過ぎる調査旅」などのコーナーを担当）
- ネイビーズアフロ（「視聴率を狙い過ぎる調査旅」・「関西知らな過ぎる終着駅調査旅」・「スパルタ過ぎるクイズ王への道」などのコーナーを担当）
- 見取り図（「視聴率を狙い過ぎる調査旅」・「突撃調査！出てくるのが遅過ぎるお店」・「見取り図不動産」のコーナーを担当）
- 真べぇ（ダブルアート）（「グルメF4」としてグルメ企画を担当）
- カバ（「グルメF4」としてグルメ企画を担当）
- こじまラテ（「グルメF4」としてグルメ企画を担当）
- もっち（「グルメF4」としてグルメ企画を担当）
- 藤田兄さん（祭り密着企画や「バラエティ豊か過ぎる大阪モーニング事情」などのコーナーに出演）
- 775（グルメ甲子園やナイトスポット調査など不定期でロケ企画に出演）
- まさじ（トップシークレット）（「ボロ実家建て直しプロジェクト」のコーナーに出演）
- フースーヤ（「息が合い過ぎるオーマイゴッドコンビ芸」・「フースーヤ放り込んでみた」などのコーナーを担当）
- 伊織（からし蓮根）（「セレブ女社長コネクション」など社長に関するコーナーを担当）
- こうちゃん（ファンファーレと熱狂）（グルメ甲子園やナイトスポット調査で775に同行）

## ネット局

### 枠移動前（日曜時代）
| 放送対象地域 | 放送局                   | 系列           | 放送開始日     | 放送時間                     | 備考     |
| ------------ | ------------------------ | -------------- | -------------- | ---------------------------- | -------- |
| 近畿広域圏   | 朝日放送（ABC）          | テレビ朝日系列 | 2013年10月6日  | 日曜 23:15 - 翌0:10          | 制作局   |
| 静岡県       | 静岡朝日テレビ（SATV）   | テレビ朝日系列 | 2013年10月25日 | 金曜 0:55 - 1:55（木曜深夜） |          |
| 広島県       | 広島ホームテレビ（HOME） | テレビ朝日系列 | 2013年11月1日  | 金曜 0:15 - 1:15（木曜深夜） |          |
| 愛媛県       | 愛媛朝日テレビ（eat）    | テレビ朝日系列 | 2013年11月4日  | 水曜 0:20 - 1:20（火曜深夜） | [ 注 6 ] |
| 宮城県       | 東日本放送（KHB）        | テレビ朝日系列 | 2013年11月10日 | 火曜 1:00 - 2:00（月曜深夜） | [ 注 7 ] |
| 秋田県       | 秋田朝日放送（AAB）      | テレビ朝日系列 | 2014年1月4日   | 土曜 16:00 - 17:00           |          |
| 石川県       | 北陸朝日放送（HAB）      | テレビ朝日系列 | 2014年1月4日   | 土曜 12:00 - 12:55           |          |
| 山口県       | 山口朝日放送（yab）      | テレビ朝日系列 | 2014年1月12日  | 日曜 0:45 - 1:42（土曜深夜） | [ 注 8 ] |
| 大分県       | 大分朝日放送（OAB）      | テレビ朝日系列 | 2014年4月7日   | 月曜 1:20 - 2:15（日曜深夜） | [ 注 9 ] |
| 福岡県       | 九州朝日放送（KBC）      | テレビ朝日系列 | 2014年4月12日  | 土曜 0:55 - 1:50（金曜深夜） |          |
| 沖縄県       | 琉球朝日放送（QAB）      | テレビ朝日系列 | 2014年5月24日  | 土曜 16:00 - 16:55           |          |
| 長崎県       | 長崎文化放送（ncc）      | テレビ朝日系列 | 2014年8月23日  | 土曜 15:00 - 15:54           |          |
| 熊本県       | 熊本朝日放送（KAB）      | テレビ朝日系列 | 2015年4月6日   | 月曜 1:40 - 2:40（日曜深夜） |          |
| 山形県       | 山形テレビ（YTS）        | テレビ朝日系列 | 2014年2月2日   | 日曜 0:45 - 1:40（土曜深夜） |          |
| 山梨県       | テレビ山梨（UTY）        | TBS系列        | 2014年4月25日  | 金曜 0:23 - 1:18（木曜深夜） |          |

### 枠移動後（ナイトinナイト月曜枠）
| 放送対象地域   | 放送局                       | 系列           | 放送開始日    | 放送時間                     | 備考             |
| -------------- | ---------------------------- | -------------- | ------------- | ---------------------------- | ---------------- |
| 近畿広域圏     | 朝日放送テレビ（ABC TV）     | テレビ朝日系列 | 2016年4月11日 | 月曜 23:10- 翌0:17           | 制作局           |
| 石川県         | 北陸朝日放送（HAB）          | テレビ朝日系列 | 2016年4月26日 | 金曜 0:50 - 1:55（木曜深夜） | [ 注 10 ]        |
| 香川県・岡山県 | 瀬戸内海放送（KSB）          | テレビ朝日系列 | 2016年4月26日 | 火曜 0:55 - 1:55（月曜深夜） |                  |
| 中京広域圏     | 名古屋テレビ（メ～テレ/NBN） | テレビ朝日系列 | 2019年10月3日 | 火曜 0:57 - 1:58（月曜深夜） | [ 注 11 ]        |
| 福島県         | 福島放送（KFB）              | テレビ朝日系列 | 不明          | 金曜 0:50 - 1:45（木曜深夜） | [ 13 ] [ 注 12 ] |
| 山形県         | 山形テレビ（YTS）            | テレビ朝日系列 | 継続          | 日曜 0:35 - 1:30（土曜深夜） | [ 注 13 ]        |
| 愛媛県         | 愛媛朝日テレビ（eat）        | テレビ朝日系列 | 継続          | 水曜 0:20 - 1:20（火曜深夜） |                  |
| 広島県         | 広島ホームテレビ（HOME）     | テレビ朝日系列 | 継続          | 金曜 0:50 - 1:55（木曜深夜） |                  |
| 沖縄県         | 琉球朝日放送（QAB）          | テレビ朝日系列 | 継続          | 木曜 0:15 - 1:15（水曜深夜） | [ 注 14 ]        |
| 鳥取県・島根県 | 日本海テレビ（NKT）          | 日本テレビ系列 | 2023年1月11日 | 水曜 1:00 - 2:00（火曜深夜） |                  |

関東広域圏にあたるテレビ朝日（EX）での視聴は出来ないが、朝日放送テレビでの放送終了後に、TVerでの見逃し配信を視聴することができる。

### 過去のネット局
- 青森朝日放送（ABA） - 2014年10月8日からネットを開始したが、2015年3月23日打ち切り。
- 東日本放送（KHB） - 2020年3月30日打ち切り。
- テレビ山梨（UTY・TBS系列）
- 山口朝日放送（yab）
- 熊本朝日放送（KAB）
- 静岡朝日テレビ（SATV）
- 山陰中央テレビ（TSK・フジテレビ系列）[注 15]
- 宮崎放送（MRT・TBS系列）
- 大分朝日放送（OAB） - 火曜 13:54 - 14:54に放送されていたが、2023年3月打ち切り。

## スタッフ

### パイロット版
- ナレーション - 藤崎健一郎（朝日放送アナウンサー）
- 構成 - 石原健次、大井洋一、戸田倫彰
- ブレーン - 米井敬人、青木陽幸、勝浦慎吾
- TD - 田中康彦（朝日放送）
- SW - 楠本由希子（朝日放送）
- CAM - 手塚西都子（朝日放送）
- VE - 波田純一（朝日放送）
- MIX - 滝川毅（アイネックス）
- LD - 瀧本貴士（朝日放送）
- 美術ディレクター - 田中彰洋（朝日放送）
- 技術協力 - アッシュ、mabu、アイネックス、Studio Nest、関西東通、ハートス
- 美術協力 - グリーン・アート、高津商会、まいど、百花園、ビーム
- 編集 - 谷口尚志、岡本尚樹
- MA・音効 - 黒澤秀一
- 編成 - 佐々木真司（朝日放送）
- 番宣 - 野嵜喜美子（朝日放送）
- デスク - 服部八壽子（朝日放送）
- 制作進行 - 最上つばさ
- AD - 重信篤志（朝日放送）、泉貴昌、谷口由佳
- ディレクター - 大野祐司（朝日放送）、佐久間俊輔、砂川義忠、日並拓也
- 演出 - 白石和也（朝日放送）
- プロデューサー - 中澤晋弥（よしもとクリエイティブ・エージェンシー）、今瀧陽介（バックアップメディア）
- プロデューサー・総合演出 - 田中和也（朝日放送）
- 協力 - バックアップメディア
- 制作協力 - 吉本興業
- 制作著作 - ABC

### レギュラー版
- ナレーション - 藤崎健一郎（朝日放送テレビアナウンサー）
- 構成 - 石原健次、大井洋一、戸田倫彰、米井敬人、青木陽幸、井中達朗
- ブレーン - 勝浦慎吾、溝上清加
- SW - 楠本由希子、小西剛生、岡田光司、長野允耶、芝田幸司、波田純一
- VE - 川本龍文、丸尾恵介、村越順司、板谷諒介、鹿嶋友樹
- VE/LD - 細川圭吾
- C.CAM - 川崎拓真（以前はCAM）
- CAM - 松本譲二、上岡一恵、山内将太郎、吉岡利晃、土橋康弘、栢分祐二、手塚西都子、深野高史、川崎圭一郎、中西哲夫、中谷祐喜、中本徹、染田浩志、松岡俊樹、山本久、杉本康弘、渡邊一樹、西良美和、栗林克夫、松木涼介、岩井笙汰、勝木俊雄、岡田慎吾
- CAM/LD - 重國裕治
- MIX - 清水俊孝、寺田果生、神田雅之、坂本宗之、岩﨑そら
- S.MIX - 荒木優、村井信夫、山中康男、片岡佑美
- LD - 葛原宏一、大塚美穂
- LD/照明 - 遠山昇
- 照明 - 塩谷なつみ、中村美月、梶川大輔、井手口剛士、田中克征、後藤有宏、梶田拓也、和田雅昭、辻野善之、大杉貴則、森田修司、舩戸和美
- 効果 - 黒澤秀一（以前は音効）、谷口夏海
- MA - 宮崎海斗
- 編集 - 渡邊知紀、山道健史
- 協力 - 一歩本舗、Dmark、1006、Oidooon、ABCリブラ
- 技術協力 - イングス、アイネックス、関西東通、ハートス、Studio Nest（イングス以外→以前は協力）
- 美術協力 - グリーン・アート、クラフト、高津商会、京阪商会、東京衣裳、ビーム、ジーマックス
- 美術 - 大屋信徹
- CG - 西村太郎
- 編成 - 田上英幸・森川亜紀（朝日放送テレビ）
- 番組宣伝 - 小林加奈・吉澤はるね（朝日放送テレビ）
- デスク - 服部八壽子（朝日放送テレビ）、藤間由希（吉本興業）
- AD - 森本美憂、川本大悟、髙見莉奈、樋渡亮平
- チーフディレクター - 藤沢ひかり（朝日放送テレビ）、押切星也（クラッチ.）（共に以前はディレクター）
- ディレクター - 山崎佑斗・藤宮智紀（朝日放送テレビ）、由木南・薮田璃古・林龍之介（ABCリブラ）、大野祐司（フリー）、金沢武慶、坂本佳則（MILLERTIMEinc）、中山真平（東通企画）、松井大将（よしもとブロードエンタテインメント）、三橋秀登（インパクト）、田中千城、川原由理（一歩本舗）、近藤雄斗（バックアップメディア）、平本拓也（薮田・近藤・川原→以前はAD）
- AP - 山中脩平（吉本興業）、板倉とわか（以前はAD）
- プロデューサー - 重信篤志（朝日放送テレビ）、谷垣和歌子（吉本興業）、田川裕也（バックアップメディア）
- 協力 - バックアップメディア
- 制作協力 - 吉本興業
- 制作著作 - ABC TV

### 過去のスタッフ
- ナレーション - 喜多ゆかり（朝日放送〈当時〉アナウンサー、2013年11月10日）
- SW - 勝間敦
- VE - 波田祐一
- C.CAM - 田中康彦（以前はCAM）
- MIX - 小谷真央
- S.MIX - 牛越大輔
- ENG - 津田欣典、置塩勝也、松岡奈央子、篠原佑典、田中伸幸、岡田真悟
- 照明研修 - 岩佐崇史（ハートス）
- EED - 谷口尚志、山津忍
- 音効 - 岡村明香
- 編集 - 川口善史、宇田周人（共に以前はEED）
- 協力 - アッシュ、ディヴォーション、ライズ・アップ、mabu、テーク・ワン、アルチザン、JOYSOUND（第9回）、ホーリーズエンタープライズ
- 美術協力 - シュプール
- 美術 - 田中彰洋、小林沙奈美
- 編成 - 佐々木真司、石田誠、石橋義史、鈴鹿相哉
- 番宣 - 田野和彦、草野ひかる、藤田高一郎、江崎希与子、山中奈奈美
- 楽屋 - 藤田和弥
- デスク - 松浦藍
- AD - 濱田崇充、谷口由佳、寺川真未、澤田竜一、堤康祐、宇都宮伊織、中間由理、長田悟志、上井晨司、山本葵、冨田有紗
- AP - 神山尚大（吉本興業）
- ディレクター - 森田純平（朝日放送）、中村光・石田琢真・西村晃介・二村貴大・辻知奈美・児玉裕佳・前田健太・積拓矢・大野祐司・里森公彦・清水晃毅・髙橋紀之・木下尚哉（朝日放送テレビ、髙橋→以前はCAMで高橋名義）、砂川義忠（アッシュ）、日並拓也、新枦聖也、堀田真範（ホーリーズエンタープライズ）、近森優平、近藤拓也（一歩本舗）、花田英之（ABCリブラ、以前はAD)、湯浅仁志（「グルメ担当」としてロケVTRやスタジオにも随時登場、アッシュ）、泉貴昌（以前はAD、一時離脱→復帰、バックアップメディア）、佐久間俊輔（バックアップメディア）、笹木信吾（1006、以前はFD→一時離脱→復帰）、空口一城（一歩本舗）、佐伯圭右（Dmark）、樫原北斗（ABCリブラ）、足立良信、米澤のぞ美（ABCリブラ）、高田勲、蒲原啓太（蒲原→以前はAD）
- 演出 - 池上義博・白石和也（朝日放送〈当時〉）
- チーフディレクター - 南雄大（朝日放送テレビ）
- プロデューサー - 田中和也（朝日放送〈当時〉）、近藤真広（朝日放送テレビ）、北村誠之（朝日放送テレビ、以前はディレクター）、鈴木洋平（朝日放送テレビ）、下山航平（朝日放送テレビ）、中澤晋弥・田井中皓介・嶋和也・藤原真美（よしもとクリエイティブ・エージェンシー）、小林めい・金丸貴史・亀井俊徳（吉本興業）、今瀧陽介・松生藍（バックアップメディア）